# تجاينا زوريا
كونسبسيون زوريا دي سان مارتن مينيوز (بالإسبانية: Concepción Matilde Zorrilla de San Martín Muñoz)‏ المعروفة باسم تجاينا زوريا China Zorrilla (14 مارس 1922 – 17 سبتمبر 2014) هي ممثلة مسرح وتلفزيون، كوميدية ومخرجة سينمائية أوروغوايانية اعتبرت كأعضم سيدة مسرح في أمريكا اللايتينة.
بعد مسيرتها الطويلة في المسرح الأوروغوياني، ظهرت زوريا في أكثر من 50 عمل في السينما الأرجنتينية، المسرح والتلفزيون. برزت موهبتها في الأوروغواي خلال العقدين 50 60 من القرن العشرين، بعدها عاشت لمدة 35 سنة في الأرجنتين واشتهرت هناك أيضا من خلال السينما والمسرح. ثم خلال التسعينات عاودت إلى بلدها الأوروغواي حيث بقيت هناك إلى أن توفت سنة 2014 بسبب داء ذات الرئة.
في 2008، كُرِّمت بوسام الفنون والآداب الفرنسي من طرف الحكومة الفرنسية آنذاك. وفي 2011 قام مكتب البريد في أوروغواي بطبع 500 طابع بريدي بإسمها وصورتها تكريما لها.

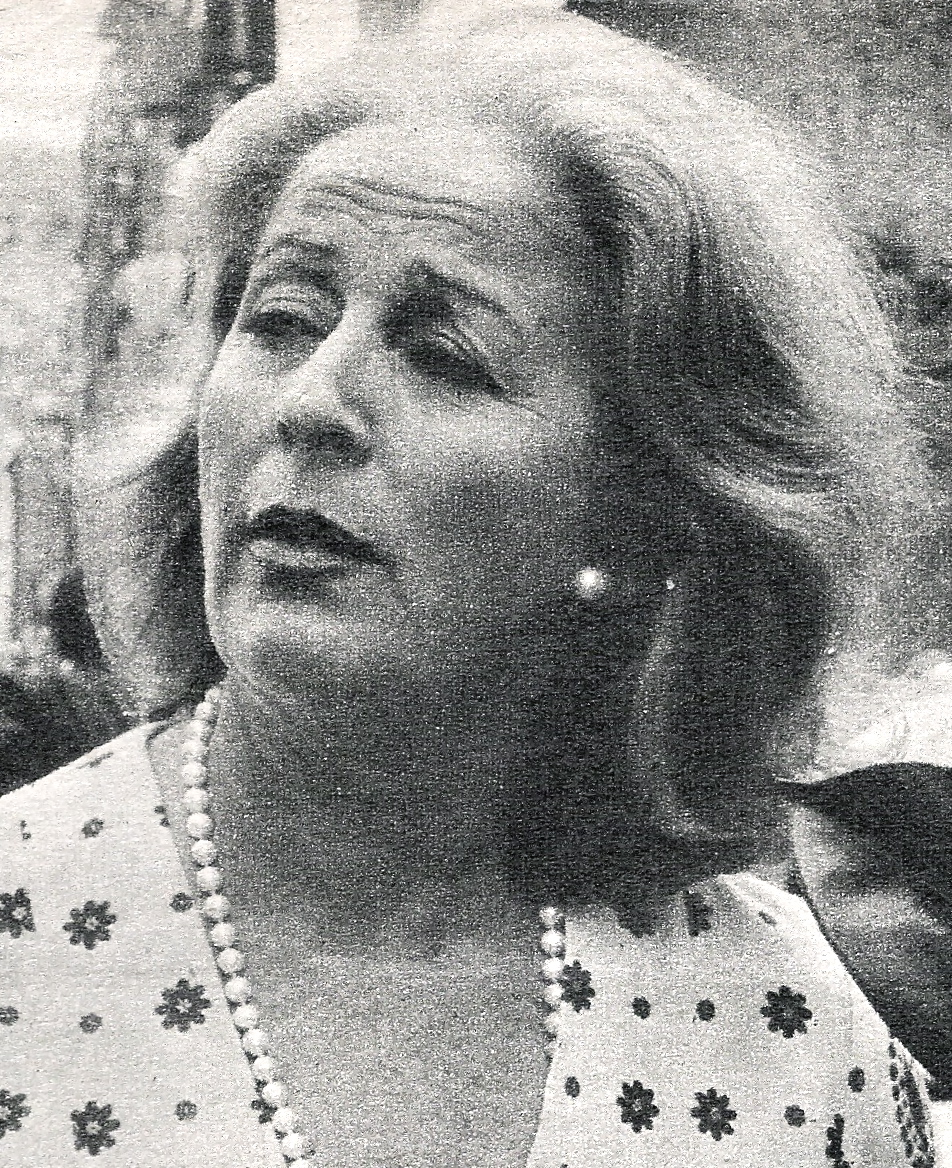
تجاينا زوريا سنة 1975.